# Nanobacteri

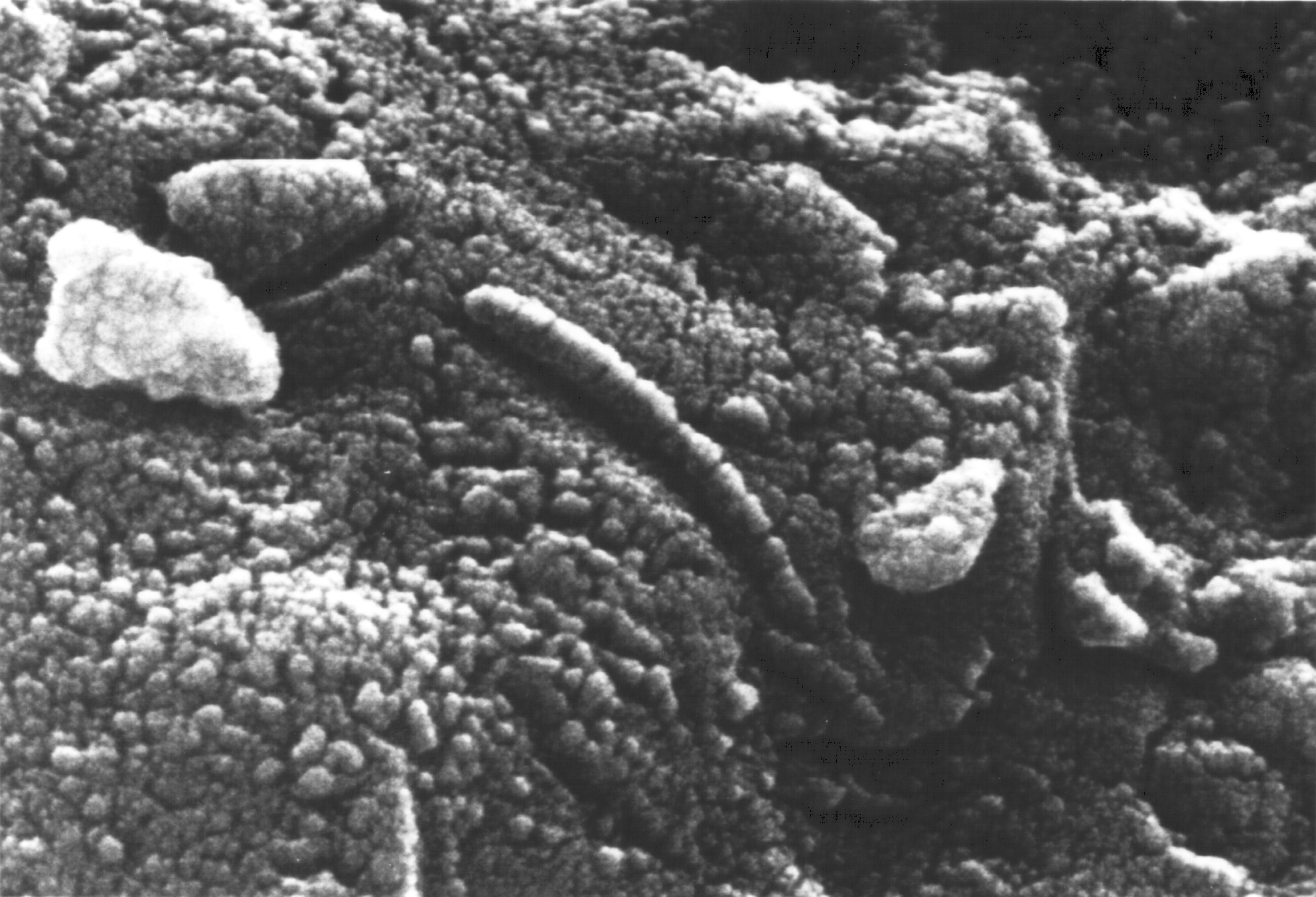
Estructures trobades en fragments del meteorit ALH 84001, semblant fòssils de nanobacteris.

Nanobacteri és el nom proposat d'una classe d'organismes vius, específicament de cèl·lules de microorganismes amb parets cel·lulars i una mesura molt més petita que el límit més baix generalment acceptat per a la vida (al voltant de 200 nanòmetres per bacteris). Originalment basat en nanoestructures observades en diverses formacions geològiques (incloent-hi alguns meteorits), l'estatus dels nanobacteris és controvertit, amb alguns investigadors suggerint que són una nova classe d'organismes vius capaços d'incorporar uridina radioactiva, i altres atribuint a ells una simple naturalesa abiòtica. Un escèptic els va denominar «la fusió freda de la microbiologia», en referència a un episodi famós de la ciència errònia.
El terme nanopartícules calcificants (CNP) també s'ha utilitzat com un nom conservador quant a la seva possible condició com una forma de vida. Les recerques més recents tendeixen a acceptar que aquestes estructures existeixen, i probablement es van reproduir d'alguna manera. La seva condició d'éssers vius segueix sent objecte d'acalorats debats, encara que alguns investigadors afirmen que el cas que siguin partícules inerts cristal·lines s'ha demostrat concloentment. A la medicina, han estat implicats en la formació dels càlculs renals i plaques d'arterioesclerosis.